# Esperpento
Secondo la Real Academia Española il termine "esperpento" si riferisce ad un fatto grottesco o insensato. Più specificatamente il termine si utilizza per designare uno stile letterario creato da Ramón María del Valle-Inclán (e la Generazione del '98), e che si caratterizza per la deformazione grottesca della realtà, al servizio di un'implicita intenzione di critica alla società.

## Caratteristiche
Come affermò Valle-Inclán in Luces de Bohemia (opera rappresentativa dello stile, dove questo è definito): «Solo il senso tragico della vita spagnola si può offrire con un'estetica sistematicamente deformata.» Questa tecnica venne impiegata anche nella trilogia Martes de carnaval (contiene La Hija del capitan, Las galas del difunto, Los Cuernos de don Friolera) e ha i suoi precedenti in Francisco de Quevedo e Francisco de Goya.
Alcune delle sue caratteristiche sono:
1. Il grottesco come forma di espressione
  - La degradazione dei personaggi
  - La reificazione o oggettualizzazione degli stessi; ridicolizzati.
  - L'animalizzazione o fusione di forme umane e animale.
  - Letteraturizzazione del linguaggio colloquiale, frequentemente investito di qualsiasi tipo di intertestualità
  - abuso di differenze
  - Il miscuglio tra mondo reale e il mondo angoscioso del sogno
  - La distorsione della scena esterna
2. La deformazione sistematica della realtà:
  - Aspetto burlesco e caricatura della realtà
  - Il significato profondo, semi trasparente, carico di critica, ha finalità satirica che costituisce l'autentica lezione morale
3. La presenza della morte come personaggio fondamentale. 
  - Questa tecnica teatrale ha fatto di Valle-Inclán un precursore cinematografico, grazie ai continui cambi di scena e alla abbondanza di storie durante lo sviluppo dell'opera che alla fine si intersecano tra di loro.

L'opera che incarna pienamente lo spirito dell'esperpento è la scena XII di Luces de Bohemia, dove Max Estrella, il protagonista dell'opera dice che: 
(…) 
Le immagini più belle in uno specchio concavo sono assurde (…). La deformazione cessa di esserlo nel momento in cui viene sottoposta ad una matematica perfetta. La mia estetica attuale consiste nel trasformare con la matematica degli specchi concavi le norme classiche.»
Si può notare come la tecnica dell'esperpento associata ad una percezione dell'autore circa il miscuglio tra grandezza e grottesco che si considera proprio della società spagnola.
Più che considerarlo uno stile o una tecnica teatrale, l'esperpento è una poetica (cioè una forma di creazione) che consiste nel ritrarre fatti e personaggi in un determinato modo, secondo, dice Valle Inclán, in un'intervista concessa al giornale ABC pubblicata il 7 dicembre 1928, l'azione e i personaggi drammatici possono essere osservati "in ginocchio" (come nell'epica), «come se riflettessero noi stessi» (come nel teatro di Shakespeare), «…esiste una terza via, quella di osservare il mondo da un piano superiore e considerare i personaggi della trama come esseri inferiori all'autore, con un pizzico di ironia.»
La degradazione dell'esperpento influenza ambienti e personaggi:
1. Ambienti: Gli scenari dominanti sono: le osterie, bordelli, sale giochi, abitazioni misere e le strade malfamate di Madrid
2. Personaggi: Per i locali girano ubriachi, prostitute, furfanti, vagabondi, artisti falliti, bohémien rappresentati come marionette senza volontà, animalizzati e oggettualizzati.

Una delle riflessioni più importanti che puntualizza la creazione esperpentica è se si tratta di un'immagine deformata della realtà o se si tratta dell'immagine fedele di una realtà deforme.

## Curiosità
Questo nuovo stile teatrale partì da un famoso bar situato a Madrid "Callejón del Gato", alle spalle di Puerta del Sol. Valle Inclán era un assiduo frequentatore dello stesso bar, la cui peculiarità era la facciata, dove si trovavano degli specchi concavi e convessi che deformavano la figura di tutto ciò che vi si rifletteva.
Questo bar convertitosi a intrattenimento dell'epoca, sarà motivo di ispirazione per Valle Inclán.
La deformazione della realtà poteva essere divertente, come di fatto lo era per i passanti, però poteva convertirsi in qualcosa di più: in uno specchio sociale, in una critica, in una deformazione esagerata della realtà, delizia per uno scrittore ribelle come era Valle Inclán.